# ورد غدي الأوراق
ورد غدي الأوراق (الاسم العلمي:Rosa adenophylla) هو نوع من النباتات يتبع جنس الورد من الفصيلة الوردية.موطنه شمال القوقاز. تنسيق